# Чсанцы
Чсанцы, вариант: ксанцы (осет. чысайнӕгтӕ или чысан) — субэтническая группа южных осетин-туальцев, исторически населяющая Ксанское ущелье, Лехурское ущелье, Меджудское ущелье, ущелье Малой Лиахвы в Южной Осетии.
От остальных осетин чсанцы отличаются своеобразным чсанским (ксанским) говором. Являются государствообразующим этносом Южной Осетии.

## Расселение
Чсанцы исторически населяют территорию Ксанского общества Осетии, которая включает в себя Ксанское ущелье, Лехурское ущелье, Меджудское ущелье, ущелье Малой Лиахвы, восточные пригороды города Цхинвал.